# La Bocatoma, Tamaulipas
La Bocatoma är en ort i Mexiko.   Den ligger i kommunen Reynosa och delstaten Tamaulipas, i den nordöstra delen av landet, 700 km norr om huvudstaden Mexico City. La Bocatoma ligger 42 meter över havet och antalet invånare är 307.
Terrängen runt La Bocatoma är platt. Runt La Bocatoma är det ganska tätbefolkat, med 166 invånare per kvadratkilometer. Närmaste större samhälle är Reynosa, 8,4 km sydost om La Bocatoma. Runt La Bocatoma är det i huvudsak tätbebyggt.